# Миллеган, Эрик
Э́рик Ми́ллеган (англ. Eric Millegan, род. 25 августа 1974, Хэкетстаун, Нью-Джерси) — американский актёр. Наиболее известен по роли доктора Зака Эдди в телесериале «Кости».

## Ранняя жизнь и образование
Эрик Миллеган родился в Хэкетстауне, Нью-Джерси и вырос в Спрингфилде, Орегон. Он получил диплом магистра изящных искусств в Мичиганском университете.

## Личная жизнь
Миллеган является открытым геем. 28 июня 2012 года в Нью-Йорке он официально зарегистрировал брак со своим партнёром Чарльзом Майклом, с которым долгое время состоял в отношениях.

## Фильмография
| Кино                 | Кино                                  | Кино                         | Кино            | Кино                                                                  |
| Год                  | Русское название                      | Оригинальное название        | Роль            | Примечание                                                            |
| -------------------- | ------------------------------------- | ---------------------------- | --------------- | --------------------------------------------------------------------- |
| 2001                 | Газировка                             | Soda Pop                     | Джейми          | Короткометражка                                                       |
| 2002                 | On_Line. Секс, ложь и интернет        | On_Line                      | Эд Саймон       |                                                                       |
| 2006                 | Страдающий фобией                     | The Phobic                   | Рид Дженкинс    |                                                                       |
| 2014                 | Леди-павлин                           | Lady Peacock                 | Джерри          |                                                                       |
| Телевидение          |                                       |                              |                 |                                                                       |
| Год                  | Русское название                      | Оригинальное название        | Роль            | Примечание                                                            |
| 2001                 | Центральная улица, 100                | 100 Centre Street            | Майкл Траски    | Эпизод «Love Stories»                                                 |
| 2002                 | Закон и порядок: Преступное намерение | Law & Order: Criminal Intent | Эдди Даттон     | Эпизод «The Insider»                                                  |
| 2004                 | Умерь свой энтузиазм                  | Curb Your Enthusiasm         | курьер          | Эпизод «Opening Night»                                                |
| 2005–2010, 2016–2017 | Кости                                 | Bones                        | доктор Зак Эдди | 62 эпизода Основная роль: 1–3 сезоны Гостевая роль: 4–5, 11–12 сезоны |
| Театр                |                                       |                              |                 |                                                                       |
| Год                  | Русское название                      | Оригинальное название        | Роль            | Примечание                                                            |
| 2000                 | Иисус Христос — суперзвезда           | Jesus Christ Superstar       | апостол         |                                                                       |